# Lonchaea avida
Lonchaea avida är en tvåvingeart som beskrevs av Mcalpine 1960. Lonchaea avida ingår i släktet Lonchaea och familjen stjärtflugor. Inga underarter finns listade i Catalogue of Life.